# Las Pintas de Arriba
Las Pintas de Arriba är en ort i Mexiko.   Den ligger i kommunen El Salto och delstaten Jalisco, i den centrala delen av landet, 500 km väster om huvudstaden Mexico City. Las Pintas de Arriba ligger 1 548 meter över havet och antalet invånare är 16 503.
Terrängen runt Las Pintas de Arriba är huvudsakligen platt, men åt nordväst är den kuperad. Terrängen runt Las Pintas de Arriba sluttar söderut. Runt Las Pintas de Arriba är det mycket tätbefolkat, med 2 345 invånare per kvadratkilometer. Närmaste större samhälle är Guadalajara, 12,5 km nordväst om Las Pintas de Arriba. Trakten runt Las Pintas de Arriba består till största delen av jordbruksmark.